# Annakerk in Oegloe
De Annakerk in Oegloe of Kerk van de Ontvangenis van de Heilige Anna (Russisch: Церковь Зачатия Анны, что в Углу) is een Russisch-orthodoxe Kerk in het centrum van Moskou, gelegen aan de kade van de Moskva.

## Geschiedenis
Bekend is dat er op deze plek reeds in 1493 een houten kerk stond. Bij de veelvuldige branden die de historische wijk Zarjadje onderging, werd de kerk verwoest in de jaren 1493 en 1547, waarna herbouw volgde. In de loop der tijd heeft de kerk grote verbouwingen ondergaan. In de jaren 1758-1768 werden kapellen en een galerij rond de kerk gebouwd. De kerk was zeer geliefd bij de Romanovs waarvan leden regelmatig een dienst kwamen bijwonen en de kerk rijkelijk met sommen geld steunden.

## Sovjet-periode
De kerk werd voor de eredienst gesloten in de jaren 1920 van de vorige eeuw. Bronnen verschillen van mening over het exacte jaar (1920 of 1929). Er volgde geen afbraak omdat de overheid het gebouw als waardevol monument aanmerkte. Wel ging de inrichting van de kerk volledig verloren. Het gebouw kreeg een kantoorbestemming, later werd het als reisbureau gebruikt. In de jaren 1955-1958 volgde een ingrijpende restauratie waarbij het voormalige kerkgebouw de architectonische vorm terugkreeg van de 16e eeuw. Daarbij werd de klokkentoren gesloopt.

## Heropening
De kerk werd in het jaar 1994 teruggegeven aan de Russisch-orthodoxe kerk. Als gevolg van de recente afbraak van het aangrenzende, monstrueuze hotelcomplex Rossija was de kerk enige tijd niet bereikbaar en wederom gesloten voor de eredienst.